# Małe Solisko
Małe Solisko (słow. Malé Solisko, niem. Kleiner Solisko, dawniej Martinturm albo Döller-See-Turm, węg. Kis-Szoliszkó, dawniej Martin-torony) – wybitny szczyt o wysokości 2336 m n.p.m. w Grani Soliska oddzielającej Dolinę Furkotną od Doliny Młynickiej w słowackich Tatrach Wysokich. Od Skrajnej Soliskowej Turni oddzielony jest głęboką Soliskową Przełęczą, natomiast od Furkotnego Soliska – Wysoką Ławką.
Małe Solisko jest jednym z najwybitniejszych wierzchołków w Grani Soliska. Dawniej za niższy wierzchołek Małego Soliska uważano Furkotne Solisko, później jednak otrzymało ono odrębną nazwę. Małe Solisko jest dostępne jedynie dla taterników, nie prowadzą na nie żadne znakowane szlaki turystyczne. Drogi taternickie na wierzchołek nie należą do łatwych, zarówno z Doliny Furkotnej i Doliny Młynickiej, jak i innych obiektów w Grani Soliska.

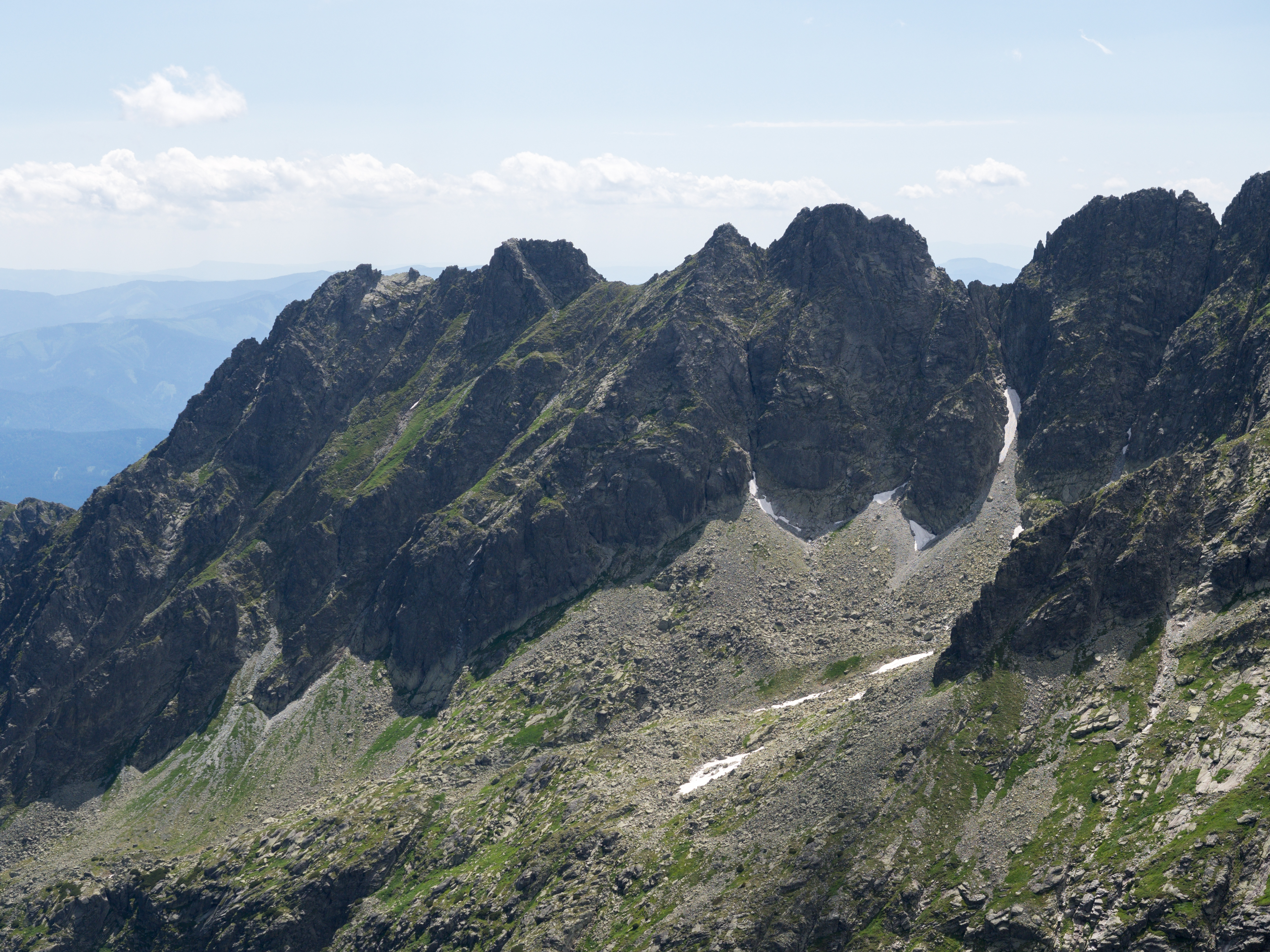
Małe Solisko i sąsiednie szczyty Grani Soliska od strony Doliny Młynickiej

## Historia
Pierwsze wejścia turystyczne:
- Günter Oskar Dyhrenfurth i Hermann Rumpelt, 3 czerwca 1906 r. – letnie
- Gyula Hefty i Lajos Rokfalusy, 25 marca 1913 r. – zimowe.